# Chelsea Grin
Chelsea Grin es una banda estadounidense de Deathcore proveniente de Salt Lake City, Utah fundada en 2007. Hasta el momento han lanzado dos EP y cuatro álbumes de larga duración, su más reciente material Forever Bloom fue lanzado el 21 de octubre de 2022. El grupo firmó con Rise Records en 2016 dejando su antigua disquera Artery Recordings.
2024-11-08
Playing in the Colombian Metal Fest

## Historia

### Formación y primer EP (2008-2009)
Chelsea Grin fue formada por Alex Koehler, los primeros miembros de la banda eran Koehler, el guitarrista Chris Kilbourn, el bajista Austin Marticorena y el guitarrista Michael Stafford. Marticorena reclutó a Andrew Carlston como baterista y ayudó a volver a escribir algunas canciones, así como la creación del primer material. Su primer lanzamiento fue un EP homónimo que fue transmitido y publicado en línea a través de iTunes, y luego fue lanzado en formato de disco compacto en todo el mundo el 27 de julio de 2008. La banda lanzó las canciones "Crewcabanger" y "Lifeless" como sencillos, ambas canciones fueron bien recibidas por el público en Myspace.
Después del lanzamiento de su EP debut en julio de 2008 a través de Statik Factory Records, la banda comenzó un par de tours, en ese momento, Austin Marticorena decidió abandonar la banda por diferencias personales. La banda reclutó a Jake Harmond temporalmente (aunque después se uniría permanentemente) no sin antes separar a Andrew Carlston de la banda y Kory Shilling tomó su lugar y así mismo Davis Pugh tomó el lugar de bajista. En 2009 el baterista original, Andrew, tomó la decisión de regresar a la banda para grabar el primer álbum de Desolation of Eden

### Desolation of Eden(2010)
El 16 de febrero de 2010 lanzaron su primer álbum de larga duración titulado Desolation of Eden que alcanzó el lugar 21 en el Billboard Top Heatseekers vendiendo así 1,500 copias en la primera semana.
En agosto de 2010, mientras la banda se encontraba en Richmond, Virginia en el Thrash and Burn tour, el vocalista Alex Koehler recibió un fuerte golpe en la mandíbula que le provocó una grave fractura, dejando temporalmente la banda. En ese momento Adam Warren (vocalista de Oceano) sustituyó a Koehler en las últimas dos semanas del tour.

### My DamnationyEvolve(2010-2012)
En junio de 2012, Chelsea Grin terminó de grabar su segundo álbum My Damnation, la fecha de lanzamiento fue el 19 de julio de ese mismo año. El 17 de abril, Artery Recordings lanzó el tema que da título al álbum como primer sencillo junto con un vídeo musical producido por ellos. La canción "All Hail The Fallen King" con Phil Bozeman, vocalista de Whitechapel, también fue estrenada antes del lanzamiento del álbum.
La banda tocó en todo el tour del Warped Tour 2012, durante la gira, revelaron que estaban trabajando en un EP que incluiría cinco canciones nuevas. En diciembre de ese año el guitarrista Michael Stafford dejó la banda, y Jason Richardson (ex-Born Of Osiris y All Shall Perish) se unió a las filas de la banda temporalmente, Stafford explicó que no podía soportar tantas giras entre otros motivos, días después Born Of Osiris decide echar a Richardson e inmediatamente se incorpora de miembro temporal a miembro permanentemente.
El 9 de mayo, Artery Recordings publicó en su canal de YouTube el sencillo Lilith y así mismo anunciaron la fecha del lanzamiento de Evolve. El 19 de junio, lanzaron oficialmente su material que contiene 5 canciones y un bonus track.
En julio, el baterista original Andrew Carlston, anunció su segunda salida de la banda, siendo reemplazado por Pablo Viveros en los shows en vivo y a finales de noviembre, Chelsea Grin lo anunció como baterista oficial.

### Ashes to Ashes(2013-2015)
En marzo del 2013 la banda tocó en el tour The Sick Tour 2 compartiendo escenario con bandas como Attila, Betraying The Martyrs, Within The Ruins y Buried In Verona.
Más tarde, en junio, lanzan su propia versión de la canción Right Now de Korn, fue publicada en streaming a través de su canal de YouTube, posteriormente entraron al estudio para empezar la grabación del nuevo álbum. El 17 de diciembre de 2013, publican también en streaming el sencillo Letters.
La banda entró oficialmente al estudio a finales de noviembre de 2013. El nuevo álbum será titulado Ashes to Ashes y será lanzado en verano de 2014 a través de Artery Recordings. El álbum fue producido por Chelsea Grin y Diego Farias, el guitarrista de la banda Volumes. La banda comentó acerca de este nuevo material: "Este álbum tiene el mismo valor que Desolation of Eden, My Damnation y Evolve... Combinados."
El 8 de mayo de 2014, la banda confirmó la lista de canciones de su tercer álbum de estudio Ashes to Ashes el cual será lanzado el 8 de julio a través de Artery Recordings. El 12 de mayo, la banda lanzó el sencillo Angels Shall Sin, Demons Shall Pray a través de un vídeo lírico en el canal de YouTube de su discográfica Artery. La canción Playing With Fire fue elegida como el tercer sencillo de Ashes to Ashes, fue lanzada el 4 de junio de 2014 en el canal de VEVO de la banda.

### Salida de Jason Richardson
El 21 de septiembre de 2015 la banda emitió un comunicado en su página oficial anunciando la salida de Jason Richardson debido a diferencias musicales. La banda afirmó que fue una separación amistosa, que agradecían la labor realizada por Jason y que le deseaban mucha suerte en la realización de su nuevo disco en solitario. Asimismo, se anuncia la incorporación de Stephen Rutishauser (quien les había acompañado en su gira de Ashes to Ashes) como miembro oficial en sustitución a Richardson en la guitarra.

### Self Inflicted (2016-presente)
El álbum fue lanzado el 1 de julio de 2016, Junto a este álbum lanzaron los sencillos Clickbait, Skin deep, Y posteriormente American Dream y Avidus; formando así el disco Self Inflicted Deluxe.

## Estilo musical e influencias
Chelsea Grin es una banda de Deathcore fuertemente influenciada por bandas como The Black Dahlia Murder, Deftones, Suicide Silence, Whitechapel, Behemoth, Slayer, The Agony Scene, Bleeding Through, Atreyu y Bury Your Dead. En una entrevista a Jake Harmond, habló sobre la etiqueta "deathcore" que le atribuyen a la banda, él dijo: «A todo el mundo les gusta agitar la mandíbula y expresar su propia opinión de lo "vergonzoso" que es tocar en una banda de deathcore, pero honestamente nunca nos ha importado un carajo».

## Miembros
| Miembros actuales - David Flinn - bajo (2009–presente) - Stephen Rutishauser - guitarra (2015-presente) - Tom Barber - voz (2018–presente) - Josh Miller - batería (2024–presente) | Miembros anteriores - Austin Marticorena - bajo (2007-2008) - Chris Kilbourn - guitarra (2007–2009) - Andrew Carlston - batería (2007–2009, 2009–2012) - Michael Stafford - guitarra, coros (2007–2011) - Alex Koehler - voz (2007–2018) - Jake Harmond - guitarra (2009–2017), bajo (2008) - Davis Pugh - bajo (2008–2009), guitarra (2009) - Kory Shilling - batería (2009) - Dan Jones - guitarra (2009–2017) - Jason Richardson - guitarra, teclados, programación (2011–2015) - Pablo Viveros - batería, coros (2012–2024) |

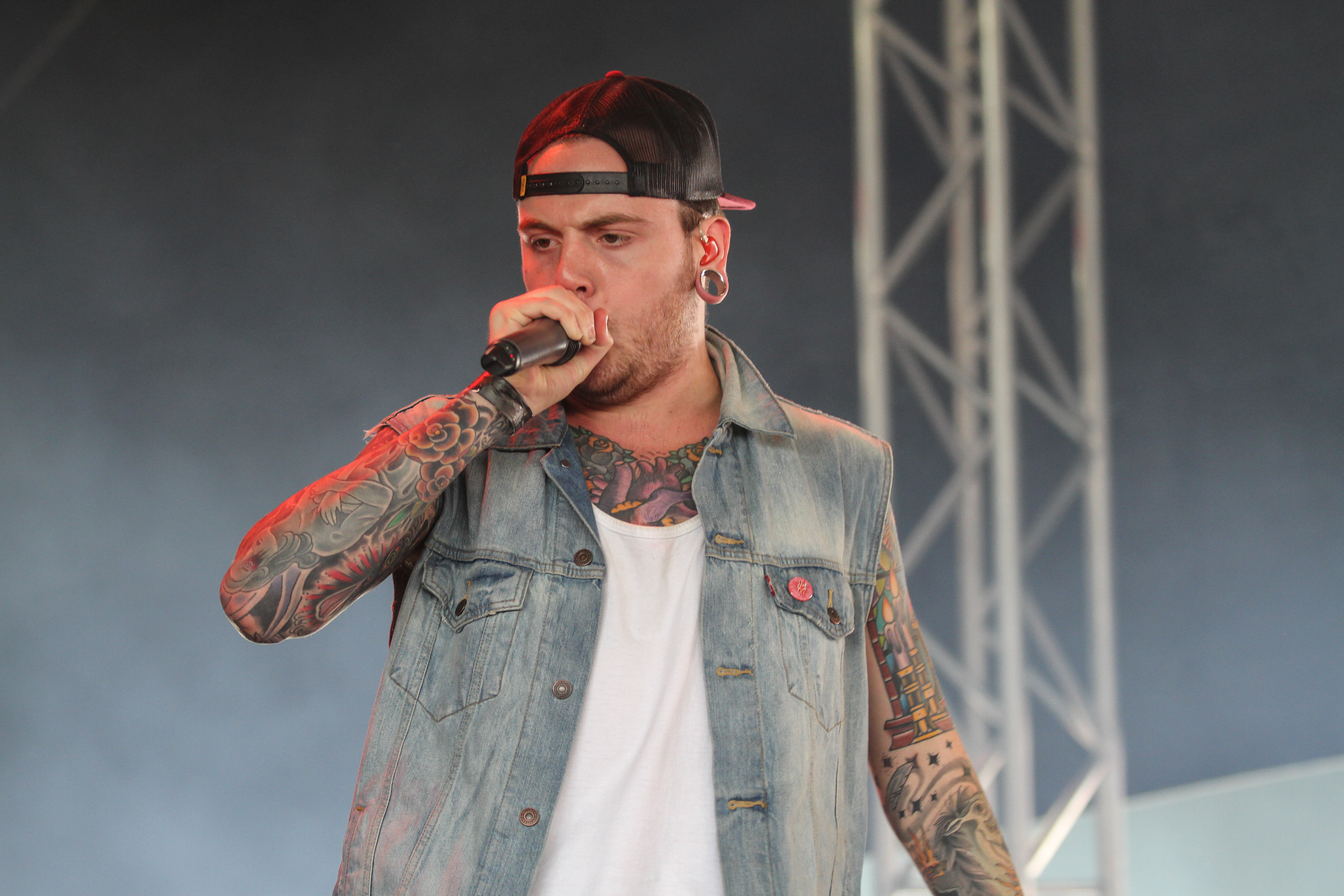
Alex Koehler
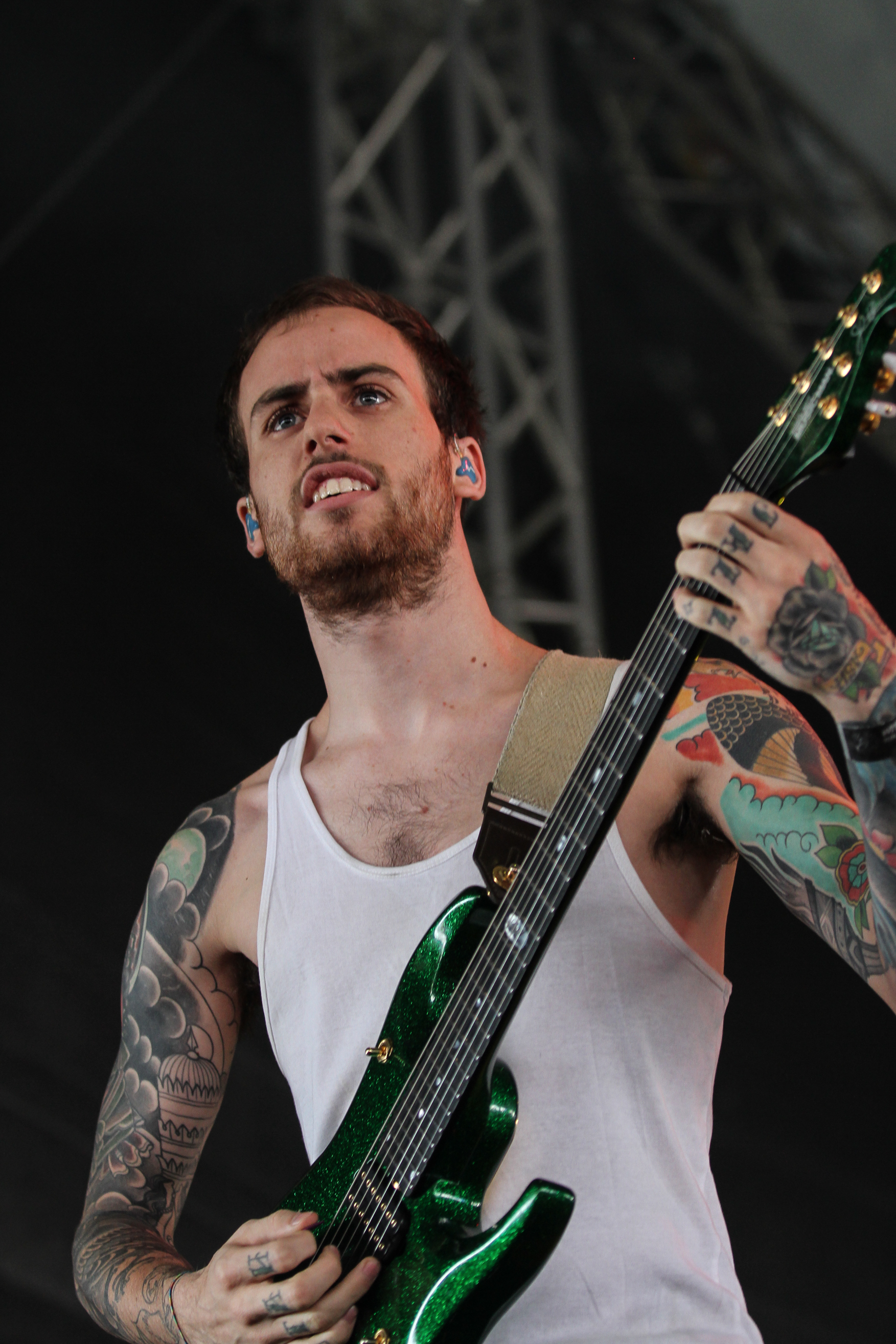
Jake Harmond
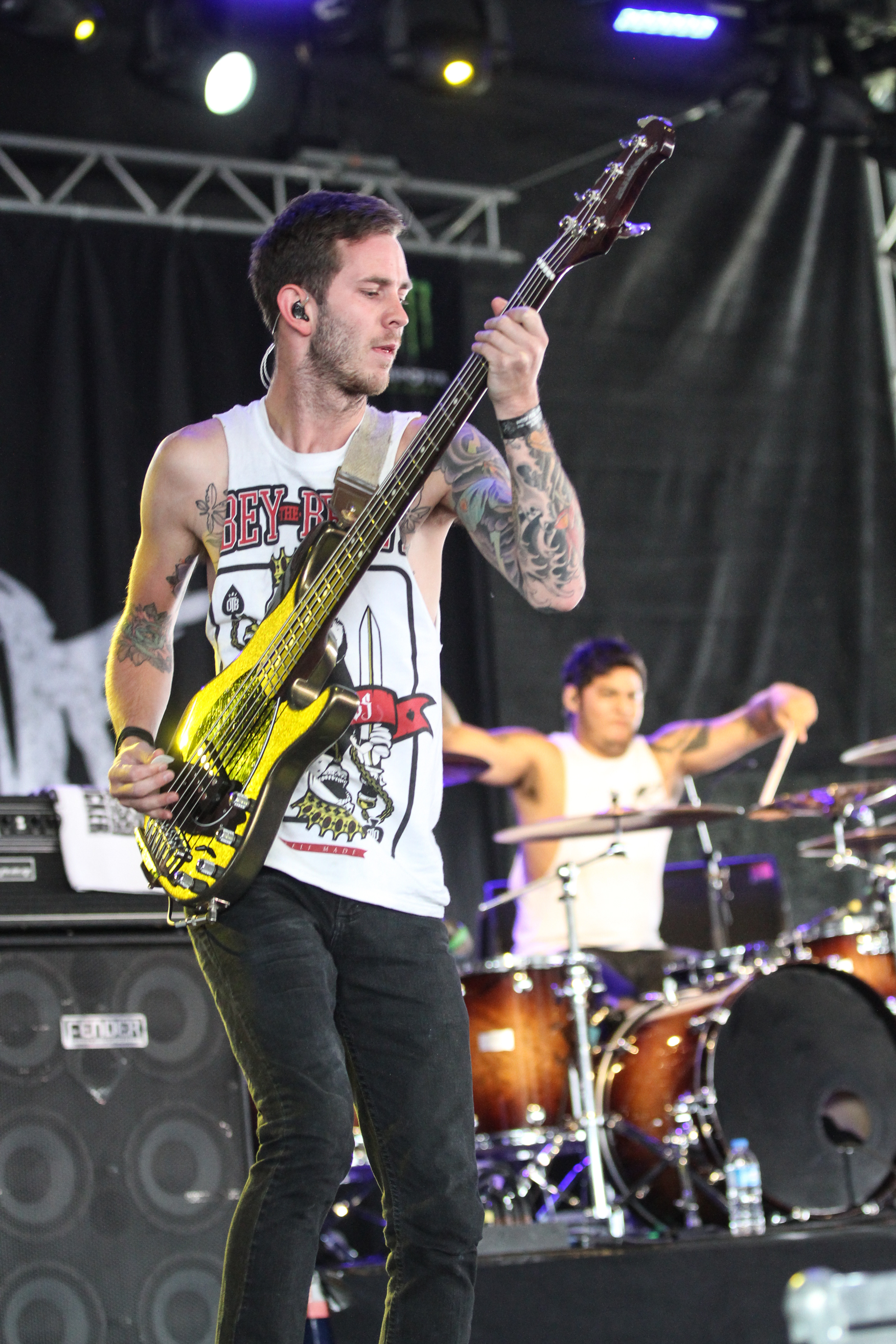
David Flinn
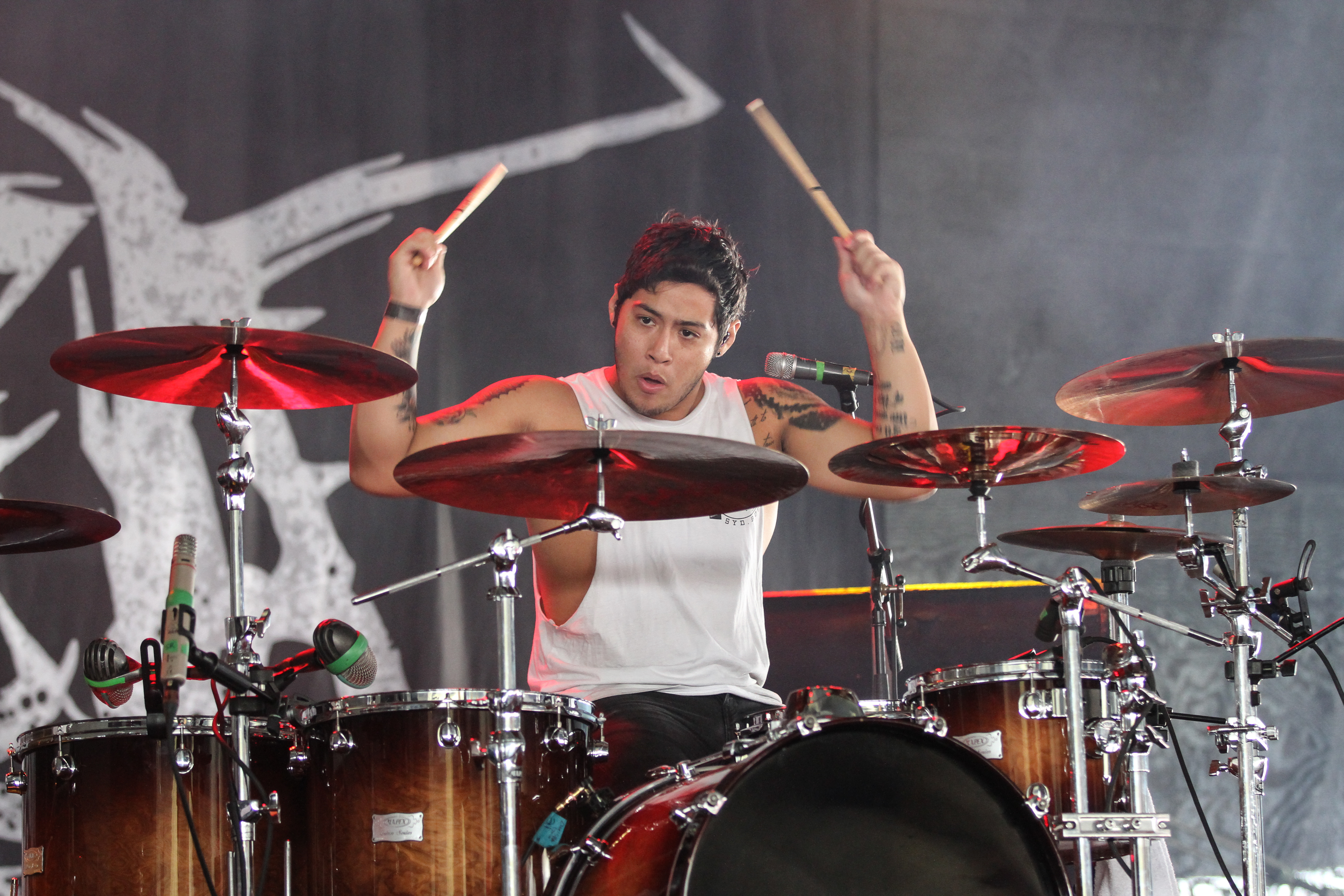
Pablo Viveros

## Discografía

### Álbumes de estudio
| Desolation of Eden | - Lanzado: 16 de febrero de 2010 - Discográfica: Artery - Formatos: CD, descarga digital     | —   | 21 | — | —  | —  |
| My Damnation       | - Lanzado: 19 de julio de 2011 - Discográfica: Artery - Formatos: CD, descarga digital       | 64  | —  | 9 | 16 | 6  |
| Ashes to Ashes     | - Lanzado: 8 de julio de 2014 - Discográfica: Artery - Formatos: CD, descarga digital        | 27  | —  | 3 | 8  | 4  |
| Self Inflicted     | - Lanzado: 1 de julio de 2016 - Discográfica: Rise - Formatos: CD, descarga digital          | 105 | —  | 6 | 11 | 2  |
| Eternal Nightmare  | - Lanzado: 13 de junio de 2018 - Discográfica: Rise - Formatos: CD, descarga digital, vinilo | 171 | —  | 6 | 39 | 13 |

### EP
| Chelsea Grin | - Lanzado: 27 de julio de 2008 - Discográfica: Statik Factory - Formatos: CD, descarga digital | —  | —  | —  | — |
| Evolve       | - Lanzado: 19 de junio de 2012 - Discográfica: Artery - Formatos: CD, descarga digital         | 62 | 13 | 27 | 4 |

### Sencillos
- My Damnation (16 de mayo de 2011)
- Lilith (9 de mayo de 2012)
- Right Now (originalmente de Korn) (7 de junio del 2013)
- Letters (17 de diciembre del 2013)
- Angels Shall Sin, Demons Shall Pray (12 de mayo de 2014)
- Playing With Fire (4 de junio de 2014)
- Sellout (9 de junio de 2014)
- Skin Deep (11 de diciembre de 2015)
- Dead Rose (27 de abril de 2018)

## Videografía
| Título                   | Año  | Director                    | Álbum              |
| ------------------------ | ---- | --------------------------- | ------------------ |
| "Sonnet of the Wretched" | 2010 | Stefan Anderson             | Desolation of Eden |
| "Recreant"               | 2011 | Stefan Anderson             | Desolation of Eden |
| "My Damnation"           | 2011 | Ramon Boutviseth            | My Damnation       |
| "The Foolish One"        | 2012 | James Sharrock              | My Damnation       |
| "Don't Ask Don't Tell"   | 2012 | Stefan Anderson             | Evolve             |
| "Clockwork"              | 2014 | Ryan Sheehy                 | Ashes to Ashes     |
| "Playing With Fire"      | 2014 | -                           | Ashes to Ashes     |
| "Broken Bonds"           | 2016 | Max Moore                   | Self Inflicted     |
| "Dead Rose"              | 2018 | Brandon Barone, Sam Shapiro | Eternal Nightmare  |
| "Hostage"                | 2018 | Sam Shapiro                 | Eternal Nightmare  |